# Joseph Vliers
Joseph Vliers (Tongeren, 1932. december 18. – Tongeren, 1995. január 19.), (gyakran Jef Vliers), belga labdarúgócsatár, edző.
A belga válogatott tagjaként részt vett az 1954-es labdarúgó-világbajnokságon. 1958-ban ő lett a belga bajnokság gólkirálya.